# Microdrive (disc dur)

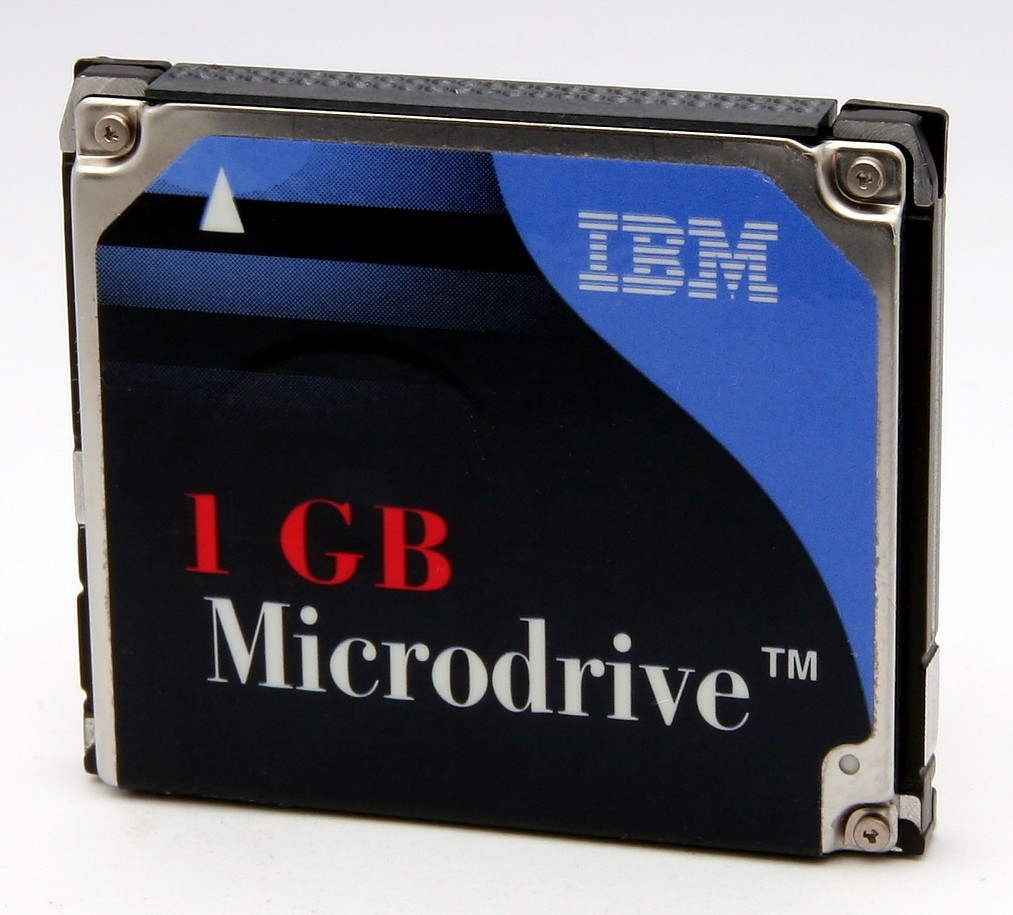
Microdrive d'1 GiB IBM (2005)

Microdrive és la marca comercial d'un disc dur en miniatura concebut per l'empresa IBM per inserir-se en una ranura CompactFlash Tipus II.
Els plats dels Microdrives tenen un diàmetre d'1 polzada comparativament a 3,5 polzades per als discos durs d'ordinadors de sobretaula.
Encara que «Microdrive» va ser una marca comercial d'IBM fins a l'any 2003, la paraula Microdrive és utilitzada pels usuaris per designar a tots els discos durs en miniatura, independentment del fabricant. Tanmateix, fabricants diferents d'IBM i Hitachi (que ha comprat la divisió Microdrive d'IBM) s'abstenen d'utilitzar aquest nom en la documentació dels seus productes.

## Models de Microdrives per fabricant
Molts dels models més petits ja no estan disponibles perquè han estat suplantats per les memòries flaix.

### Microdrives IBM (ara fabricats per Hitachi)
- 170 MiB
- 340 MiB
- 512 MiB
- 1 GiB
- 4 GiB

Les models IBM i Hitachi són equipats amb 128 KiB de memòria cau.

### GS Magic
- 2,2 GiB ATA, USB (NATIVE) i variants CF
- 3 GiB ATA
- 4 GiB ATA i variants CF
- 6 GiB

### Seagate ST1
- 2,5 GiB
- 4 GiB
- 5 GiB
- 6 GiB
- 8 GiB

Les models Seagate són equipats amb 2 MiB de memòria cau.

### Compact Vault de Sony
- 2 GiB (ara Hitachi)
- 4 GiB (ara Hitachi)
- 5 GiB
- 8 GiB

### Cornice
- 4 GiB